# Ur-nammu
Ur-nammu vagy Ur-namma (sumer 𒌨𒀭𒉆𒈬 ur-dnam-mu, „az isteni sors fia”) a III. uri dinasztia első királya (középső kronológia: i. e. 2112 – i. e. 2095 között) volt a sumer királylista szerint. A gutik uralmát megdöntő Utu-héngál – egyes kutatók szerint az apja, mások szerint a testvére vagy apósa – nevezte ki Ur katonai helytartójává, akinek örökébe lépett a Sumer feletti hatalomban. Utóda fia, Sulgi volt. A III. uri dinasztia uralmát nevezzük „sumer reneszánsz”-nak, amelyik az Akkád Birodalom és a gutik uralma után a sumerek utolsó nagy felvirágzását hozta.

## Uralkodása

A fémkereskedelem forrásai

Ur-nammu eredetileg csak sagin volt, majd Ur urának, Uruk urának, Sumer és Akkád királyának nevezte magát, de későbbi feliratain már elhagyta Uruk említését. Hatalmának elismerését örökíti meg Haskamer pecsétje, amelyen ő, mint Iskun-Szín – Ur főistene – főpapja (pateszi), Ur-nammu szolgája hódol Ur-nammu, a „hatalmas hős, Ur királya” előtt. Urban lányát, Ennirgálannát nevezte ki Nanna entu–papnőjévé, Urukban pedig egyik fiát Inanna en-papjává.
Székhelyét Urban tartotta, nem költözött az ekkor tekintélyesebb Urukba Utu-héngál halála után, mivel a déli tengeri kereskedelem központja Ur kikötője volt, s ez a kereskedelem a nyugati kapcsolatok bizonytalansága miatt különösen fontos volt. Nem sikerült ugyanis az Akkád Birodalom által birtokolt szíriai területeket visszaszerezni. Uralma alatt tartotta Uron kívül Urukot, Eridut és építkezett Nippurban, Larszában, Kesben, Adabban. Közvetített ugyanakkor az észak-akkádi városállamok – Girtab, Apiak, Marad, Aksak – közötti vitákban. Egyik fiát eljegyezte Mári királyának, Apilkínnek lányával, Taramurammal.
Nincs nyoma, annak, hogy Ur-nammu háborúzott volna, a guti uralom teljesen tönkretette a városokat, nem tudtak ellenállást kifejteni. Csak délen volt egyetlen jelentős hatalom, a Gudea dinasztiája által vezetett Lagas, amelynek enszije Ur-nammu hatalomra kerülésekor a rövid ideig uralkodó Nammahani volt, de utána Lagas is Ur uralma alá került. Úgy tűnik, hatalmának kiterjesztését diplomáciai úton és vallási befolyásának növelésével érte el. Ez utóbbinak része volt családtagjainak papi kinevezése, valamint építkezései. Sztéléi statikusak, vallási szertartásokat ábrázolnak, éles ellentétben állnak a korábbi hódító Akkád dinasztia mozgalmas győzelmi sztéléivel.
Halálát talán mégis egy háború okozta, amiről egy költemény szól. Eszerint északra kellett vonulnia az újra támadó gutik ellen és a harcokban elesett.

## Építkezései
Hatalmának erős legitimitást adott és Sumer szentélyközpontjában, a Nippurban való építkezés, amelyet már uralkodásának első évében megkezdett. Leglátványosabb építkezései az első valódi zikkuratuk megépítése volt Urban – az Étemennigur az uri szentélykörzetben, az Égissirgalban –, Eriduban, Urukban és Nippurban. Urban a szentélykörzetben az entu-papnőnek palotát – a giparu – is épített, újjáépíttette a városfalakat, csatornákat ásatott. Saját palotája Urban, ugyancsak a szentélykörzetben az Éhurszag volt, amit Sulgi is bővített. A szintén az uri szentélykörzetben épített Énunmah templom és raktár lehetett.
A kereskedelem helyreállítása mellett létfontosságú volt a mezőgazdasági termelés növelése, ezért helyreállítatta az öntözőcsatornákat, sőt újakat is ásatott. Ezt olyan fontos eredménynek tartotta, hogy sztéléjén másról nem is ír. A csatornák egyben a birodalmat behálózó fontos szállítóútvonalak is voltak.

## Lásd még
- Ur-nammu himnuszok